# Iżory (przystanek kolejowy)
Iżory (ros. Ижоры) – przystanek kolejowy w miejscowości Petersburg, w Rosji. Położony jest na linii Petersburg - Mga.